# Edo-Zeit

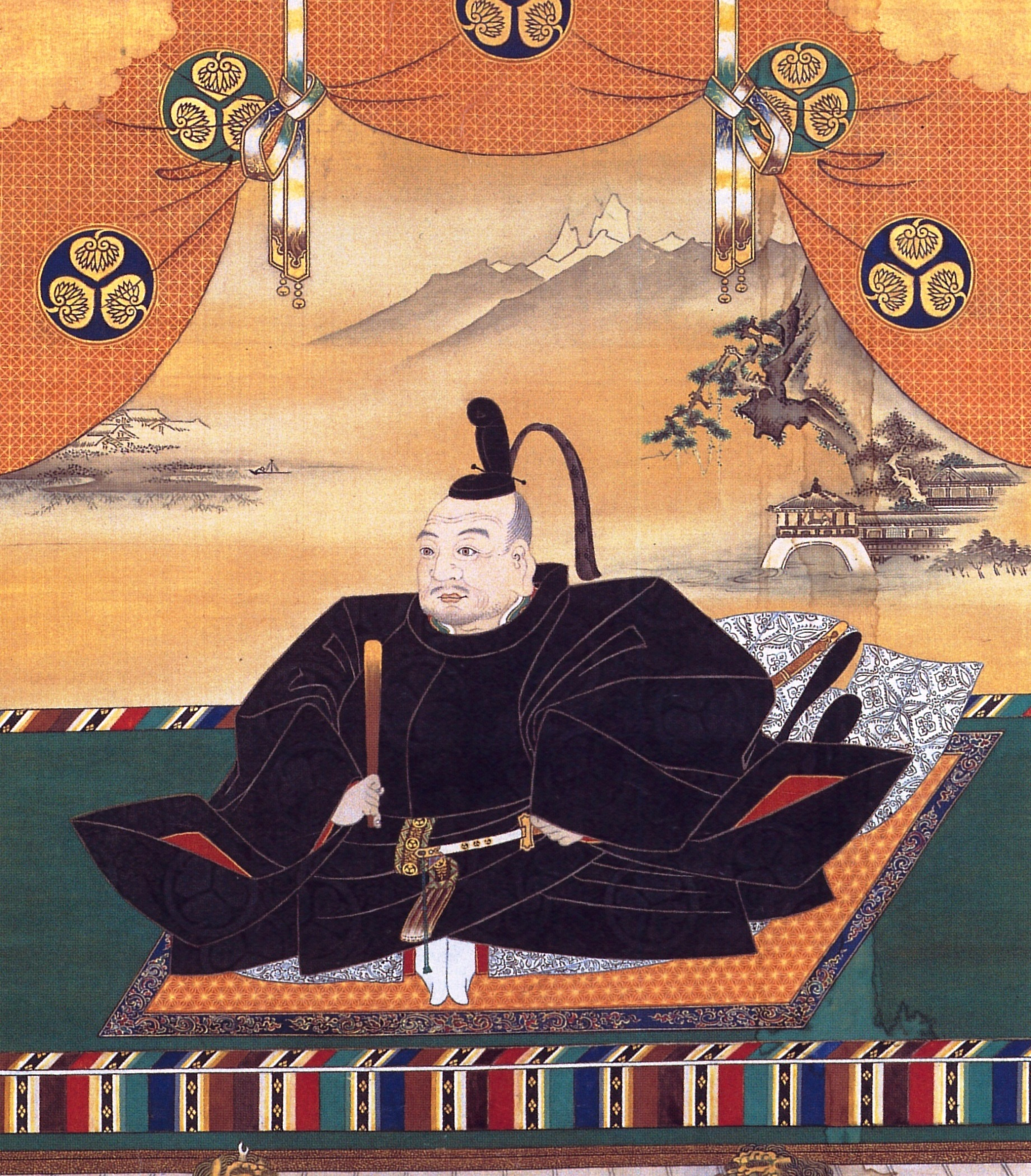
Tokugawa Ieyasu, erster Shogun des Tokugawa-Shogunats

Als Edo-Zeit (japanisch 江戸時代, Edo jidai), genannt auch Jedo-Periode, oder Tokugawa-Zeit wird der Abschnitt der japanischen Geschichte von 1603 bis 1868 bezeichnet, in dem die Tokugawa-Shogune herrschten. Die Edo-Zeit ist benannt nach dem damaligen Namen der Stadt Edo, heute Tokio, die seit Ende der Edo-Zeit 1868 die japanische Hauptstadt ist. Sie beinhaltet mit einer Dauer von mehr als 250 Jahren die längste Friedenszeit in der japanischen Geschichte, die deshalb auch als Pax Tokugawa bezeichnet wird.
Die letzte Phase der Edo-Zeit, die Jahre von 1853 bis 1867, war von so vielen Umbrüchen gekennzeichnet, dass sie oft als eigene Zwischenepoche, als Bakumatsu bezeichnet wird. Der japanische Begriff bedeutet übersetzt „Ende des Shōgunats“. Sie reicht von der Ankunft der „schwarzen Schiffe“ von Commander Perry 1853 bis zur Rückgabe der Herrschaft vom Shōgun an den Tennō 1867, der sogenannten Meiji-Restauration.

## Grundlagen

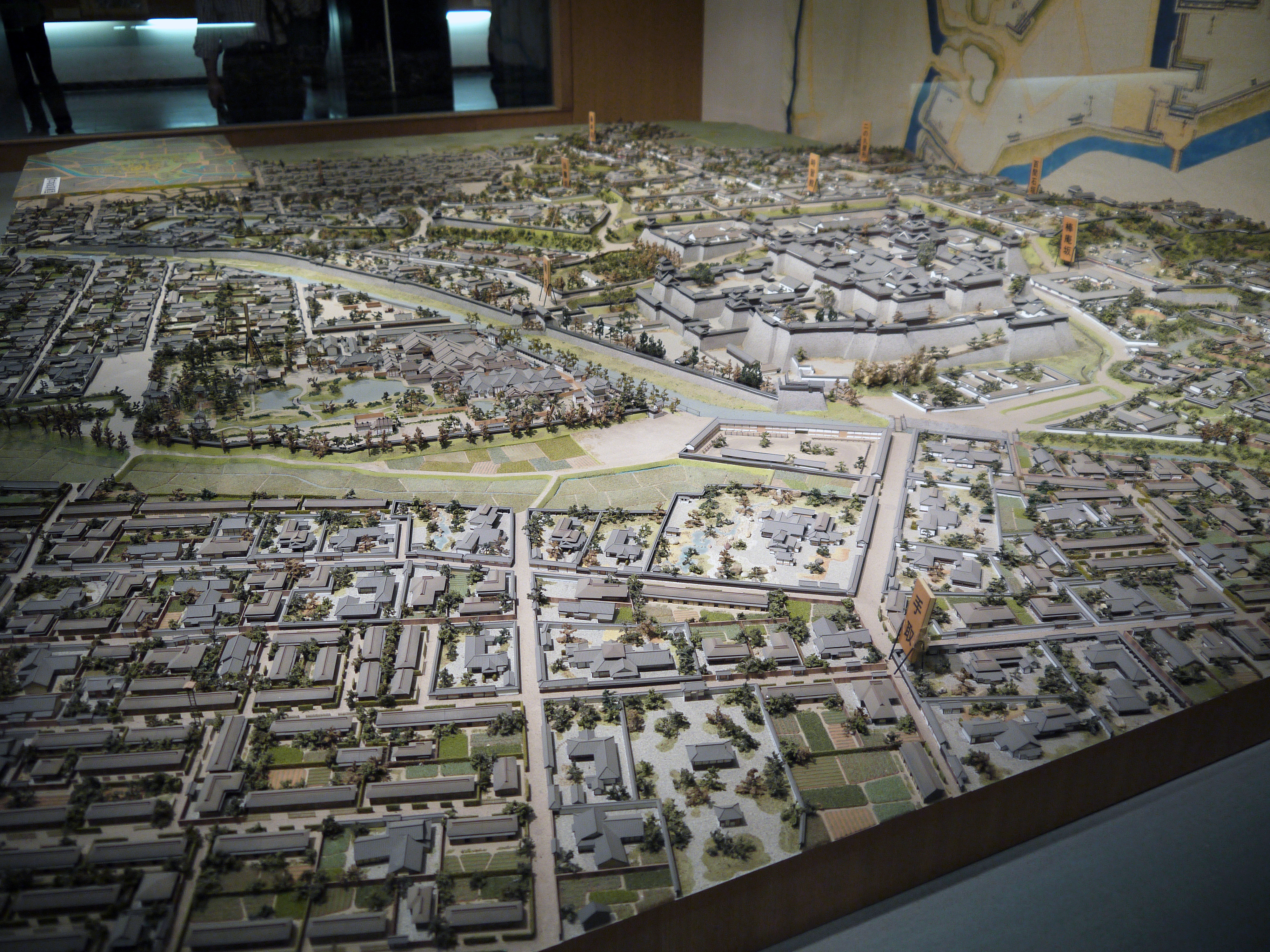
Edo-zeitliche Stadt (Burg Kumamoto)

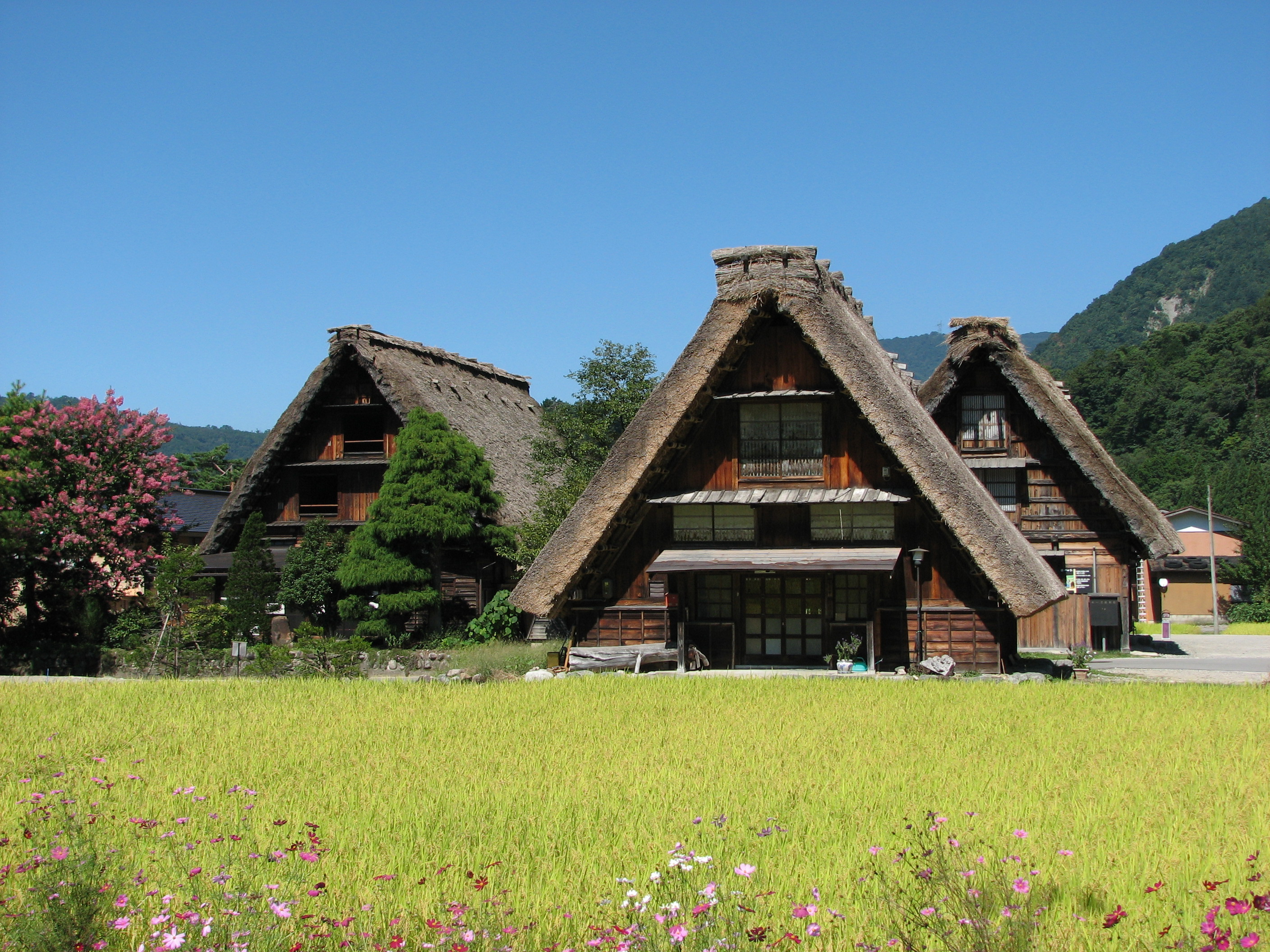
Ländliches Haus (Shirakawa-gō)

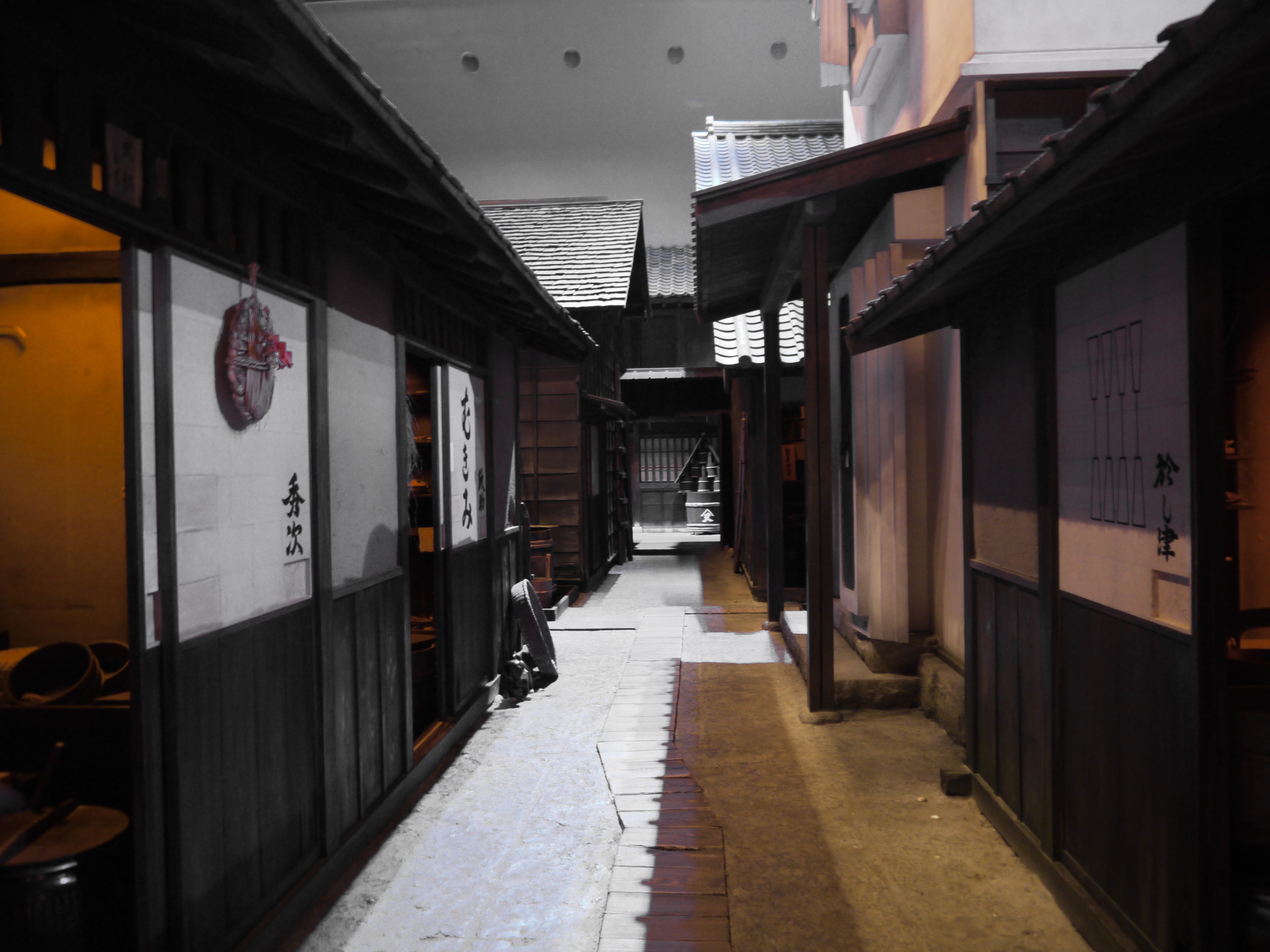
Handwerkerviertel

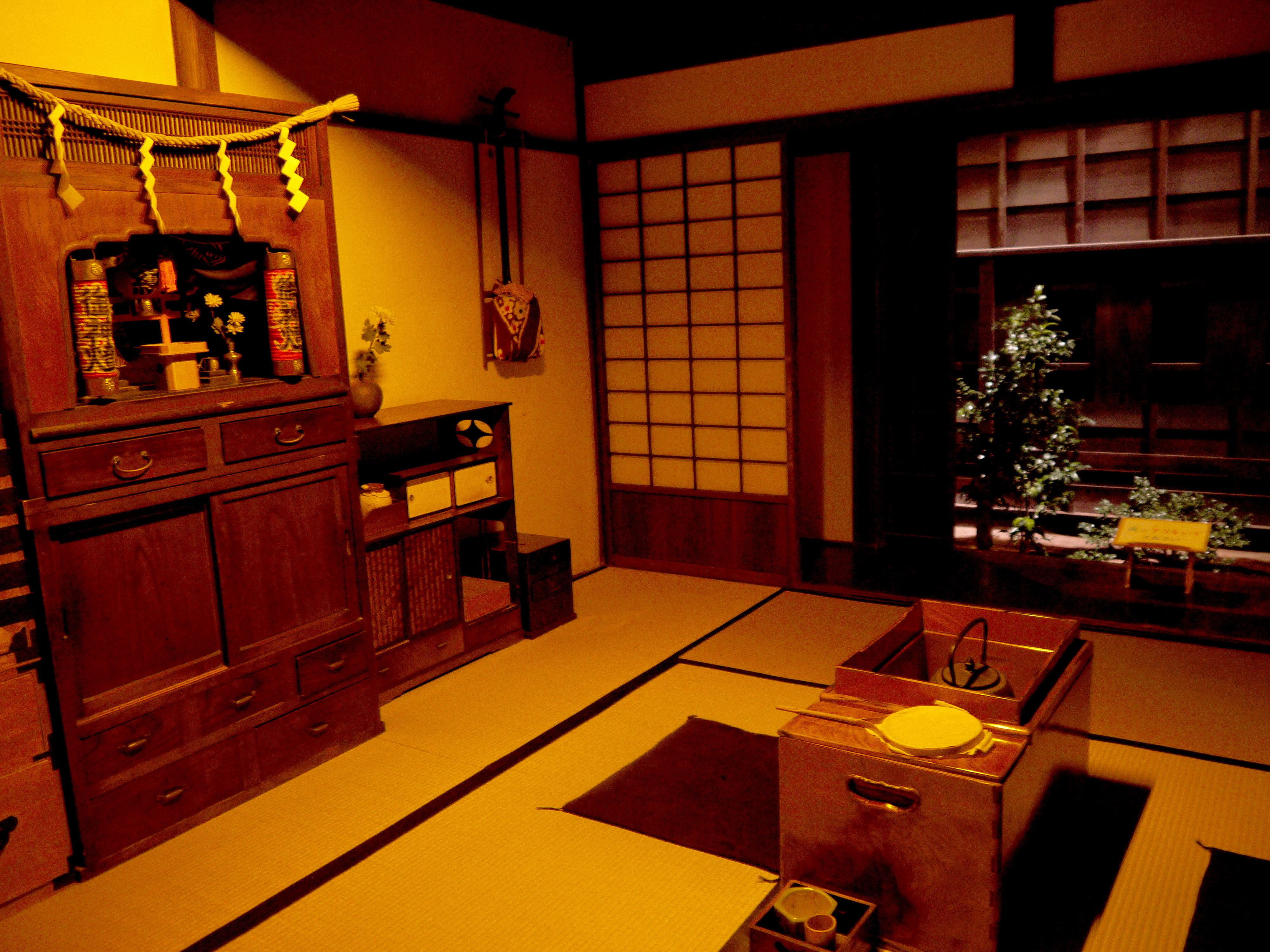
Haus eines Händlers

Nach der blutigen Einigung Japans unter seinen Vorgängern Oda Nobunaga und Toyotomi Hideyoshi verlegte Shōgun Tokugawa Ieyasu 1603 die neue Hauptstadt weit weg vom Kaiserhof in Kyōto, um den politischen Einfluss des japanischen Kaisers (Tennō) auf ein Minimum zu reduzieren. Er errichtete den Sitz seiner Regierung, des Bakufu (wörtl. Zeltregierung), in dem damals unbedeutenden Fischereihafen Edo. Um die Stabilität des frisch geeinten Reichs zu sichern, ersann der Shōgun ein komplexes Machtgleichgewicht.

### Beschränkungen für die Fürsten
Die Daimyō (Fürsten) wurden in drei Gruppen aufgeteilt: in Verwandte des Tokugawa-Clans (shimpan-daimyō), solche, die in der Schlacht von Sekigahara (22. Oktober 1600) auf der Seite Tokugawa Ieyasus gestanden hatten (fudai-daimyō), und in ehemalige Gegner (tozama-daimyō). Das vom Tokugawa-Shogunat direkt regierte Gebiet, tenryō bzw. bakufuryō genannt, setzte sich aus den besten Provinzen der besiegten Feinde zusammen. Die Provinzen wurden so eingeteilt, dass zwischen dem jeweiligen Tenryō der Tokugawa und potenziellen Gegnern immer ein Verbündeter seine Besitzungen hatte. In jeder Provinz durfte nur eine Burg stehen (ikkoku-ichijō-rei), alle anderen wurden abgerissen.
Die Daimyō wurden gezwungen, jeweils etwa ein Jahr in der neuen Hauptstadt und ein Jahr in ihrem Lehen zu verbringen. Ihre Familien durften Edo überhaupt nicht verlassen. Diese Praxis, das so genannte sankin kōtai, wurde 1635 gesetzlich fixiert und blieb bis 1862 in Kraft. Die doppelte Hofhaltung und die aufwendigen Reisen mit großem Gefolge verschlangen gewaltige Geldmittel, die man nicht zur Finanzierung eines möglichen Aufstands nutzen konnte.
Zudem dienten die Familien der Daimyos als Geiseln für das Wohlverhalten der Fürsten. Geiseln wurden in Japan als Unterpfand von Verträgen und Bündnissen schon sehr lange genommen. Durch die Versammlung und Geiselnahme sämtlicher Fürstenfamilien war sichergestellt, dass keiner der Fürsten den Aufstand wagen konnte, ohne die sofortige Exekution seiner Familie in Kauf zu nehmen.

### System der vier Stände
Die Bevölkerung wurde in vier Stände eingeteilt: An unterster Stelle waren die Händler, die im Konfuzianismus nicht viel galten, weil sie „lediglich verteilen, was andere erarbeiten“. Dann kamen die Handwerker und darüber die Bauern. Die Samurai, der Schwertadel, der einst Schlachten focht, wurden nun als oberster Stand zu Beamten, die das Land verwalteten und Steuern in Form von Reis eintrieben. Oberhalb des Ständesystems standen die Kuge, d. h. Angehörige des Hofs in Kyōto, die auf eine zeremonielle Rolle reduziert wurden und keine eigentliche Macht hatten. Aus dem Ständesystem ausgeschlossen waren die so genannten Burakumin, auch eta bzw. hinin genannt. Hierzu zählten fahrendes Volk, Prostituierte und Berufe, die nach dem Shintoismus und Buddhismus als unrein galten (Metzger, Gerber, Totengräber).
Um die Bauern zu befrieden, wurden alle Schwerter konfisziert. Nur die Samurai durften Waffen tragen, die länger als ein Kurzschwert waren. Alle Schusswaffen wurden zerstört. Sie wurden ursprünglich von Europäern eingeführt, dann stellten japanische Schmiede innerhalb weniger Jahrzehnte über 100.000 Stück her, womit am Ende des 16. Jahrhunderts in Japan mehr Schusswaffen als in jedem europäischen Land dieser Zeit produziert wurden. In jedem großen Fürstentum gab es eine Samurai-Einheit, die Schusswaffen (Tanegashima-Gewehr) und Schusswaffentechnik überlieferte.

### Verbot des Christentums
Der theologische Ausschließlichkeitsanspruch der christlichen Missionare führte immer wieder zu Konflikten und löste schließlich seit den 80er Jahren des 16. Jhs. antichristliche Tendenzen unter den Machthabern aus. 1612 wurde das Christentum in Japan in den direkt der Regierung unterstellten Gebieten, 1615 schließlich im ganzen Land verboten. Alle einfachen Japaner mussten sich als Mitglieder einer buddhistischen Tempelgemeinde registrieren lassen.
Die „Südbarbaren“ (Nambanjin), d. h. alle Portugiesen und Spanier, wurden des Landes verwiesen, einheimische Christen mussten ihrem Glauben abschwören. Zur Identifizierung von heimlichen Christen führte man eine Bildtritt-Zeremonie (ebumi) ein.  Hierzu wurde ein Tretbild (Fumie), meist ein Bronzerelief von Jesus, Maria oder eines Heiligen auf den Boden gelegt. Wer verdächtigt war, dem christlichen Glauben anzuhängen, musste zum Beweis des Gegenteils das Bild vor den zuständigen Beamten mit den Füßen treten. Wer sich weigerte, wurde festgenommen und nach langen Verhören in den meisten Fällen hingerichtet.
In Regionen mit einem vormals hohen christlichen Bevölkerungsanteil wurde dieses Verfahren bis ins 19. Jahrhundert beibehalten.
Zwar gab es in und um Kyushu, ja sogar in Zentraljapan im Verborgenen praktizierende „Kryptochristen“ (jap. Kakure Kirishitan), das Christentum wurde aber erst nach dem Zusammenbruch der Tokugawa-Herrschaft unter der neuen Meiji-Regierung im Jahre 1873 wieder offiziell zugelassen.

### Abschließung Japans
Der Außenhandel stellte einen potenziellen Machtfaktor insbesondere für die Daimyō auf der Insel Kyūshū dar, die in der Vergangenheit oft Gegner der Zentralregierung gewesen waren. Seit den 30er Jahren des 17. Jahrhunderts betrieb die Tokugawa-Regierung eine Außenpolitik, die seit dem frühen 20. Jh. als Abschließungspolitik (sakoku seisaku) bezeichnet wurde. Nur  chinesischen Kaufleuten, Angehörigen der Niederländischen Ostindien-Kompanie und diplomatischen Gesandtschaften aus dem Königreich Korea war das Betreten des Landes erlaubt.
Die protestantischen Holländer der niederländischen Ostindien-Kompanie, die seit 1609 eine Handelsstation in Hirado unterhielt, hatten keinerlei missionarische Ambitionen, auch lieferten sie einige für Japan notwendige Güter, so dass sie weiterhin geduldet wurden. Im Hafen von Nagasaki hatte man während der dreißiger Jahre eine kleine Insel Dejima aufgeschüttet. Eigentlich sollten hier die in der Stadt lebenden Portugiesen angesiedelt werden. Doch mit deren Ausweisung schien diese Investition verloren, zudem blieben nun die Handelsschiffe aus Macau aus, so dass die Wirtschaft im von der Zentralregierung direkt verwalteten Nagasaki zusammenbrach. Nach langen Verhandlungen und unter starkem Druck erklärten sich die Niederländer schließlich bereit, ihre Niederlassung 1641   nach Dejima zu verlegen. Fortan war ihr Bewegungsspielraum eingegrenzt, auch wurde der Handel nunmehr von der Regierung reguliert.
Ungeachtet der starken Einschränkungen der Beziehungen zum Ausland herrschte ein reges Interesse am „Fernen Westen“ (kyokusei). Über Dejima gelangten – teils auf Bestellung, teils als Handelsware – Instrumente, Gebrauchsgegenstände, Bücher, Gemälde u.v.a.m. ins Land und stimulierten eine zunehmend intensivere Beschäftigung mit westlicher Wissenschaft und Technik, die zur Geburt einer „Hollandkunde“ (Rangaku) führte.

## Wirtschaftliche Entwicklung

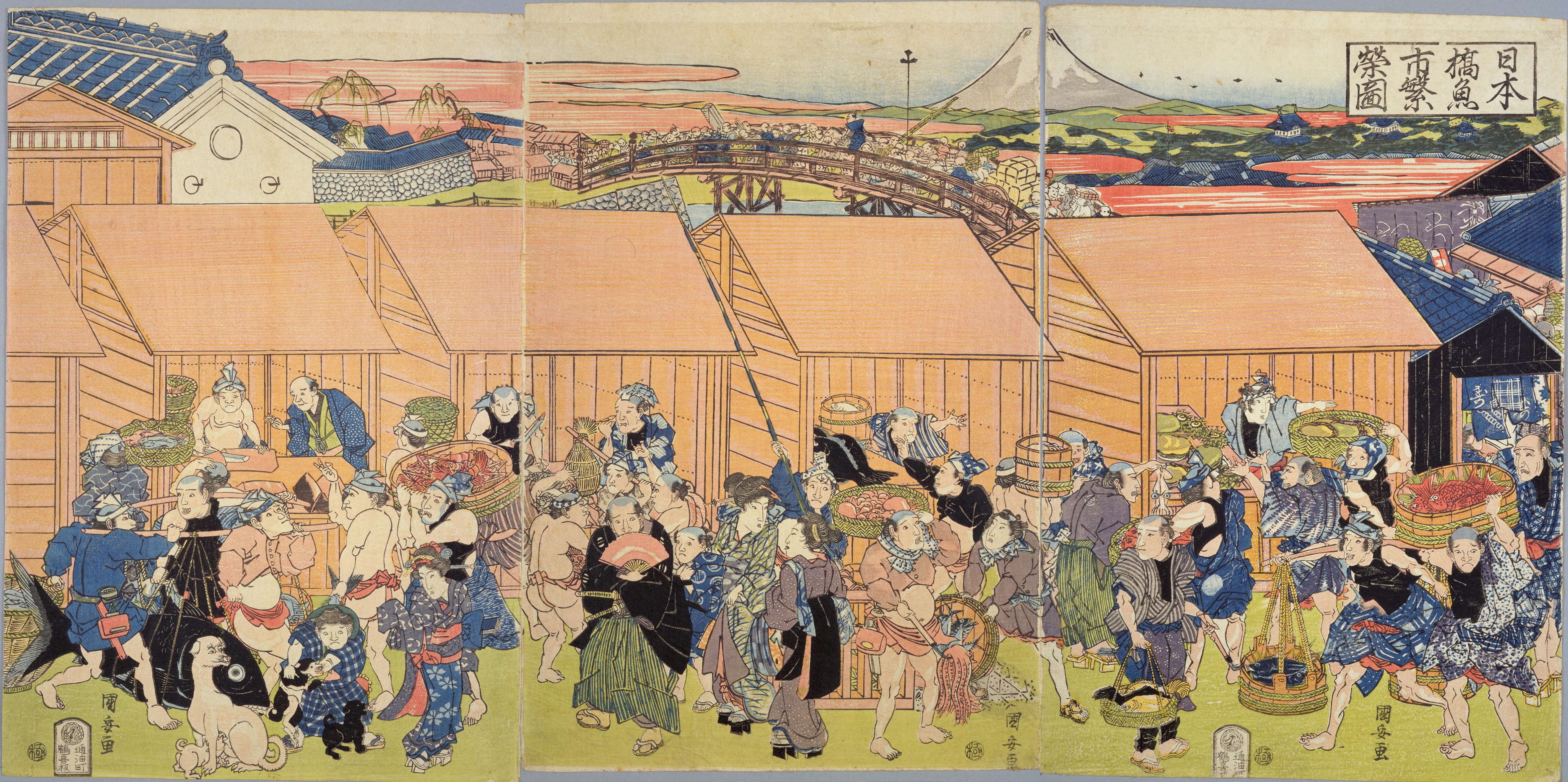
Wohlstand des Nihonbashi-Fischmarktes (Edo-Zeit) von Utagawa Kuniyasu

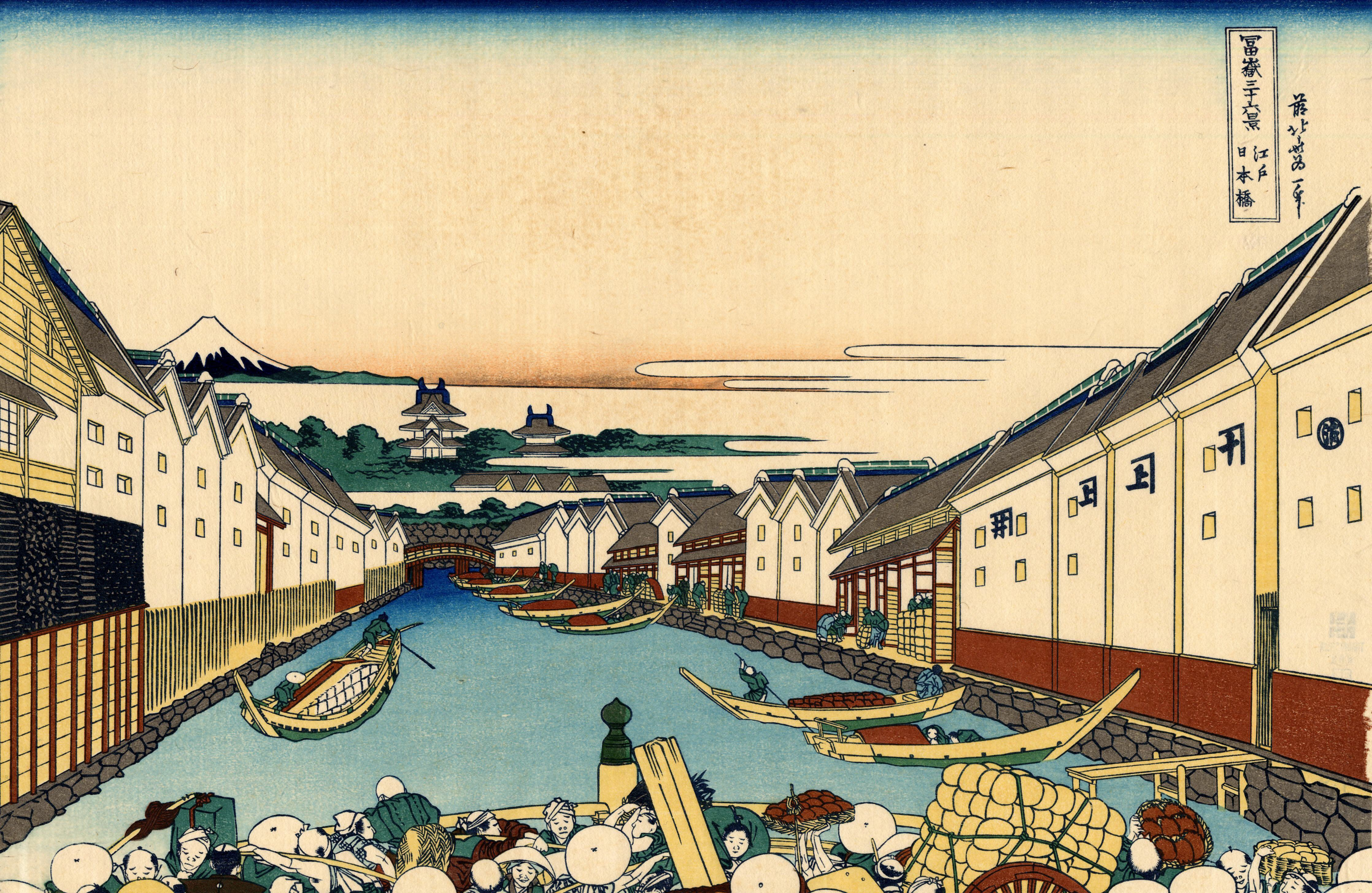
Broker von Reis in Japan 1820. „36 Ansichten des Berges Fuji“ Hokusai

Trotz der Isolation nach außen blühte die japanische Wirtschaft in der Edo-Zeit auf. Nach Jahren der kriegerischen Verwüstung stand für die Daimyō nun statt der Eroberung von Land die Entwicklung der eigenen Provinz im Vordergrund. Da ihre Steuerabgaben an die Zentralregierung festgelegt waren, konnten sie ihren eigenen Reichtum vermehren, indem sie Land urbar machen ließen und den Ertrag der Felder steigerten.
Im Lauf der Edo-Zeit begann ein vermehrter Transport von Handelswaren, ein bedeutender Anstieg des Inlands- und zunächst (bis zur Abschließung) auch Auslandshandels und eine Verbreitung von Handels- und Handwerksunternehmen. Feudal-Clans verwalteten in zunehmendem Maße die steigende landwirtschaftliche Produktion und die bäuerlichen Tätigkeiten.
Das Einsetzen einer starken Verstädterung führte dazu, dass Mitte des 18. Jahrhunderts in Edo über eine Million Menschen lebten und Osaka und Kyōto jeweils mehr als 400.000 Einwohner hatten. Andere Städte mit Herrscherburgen wuchsen ähnlich rasch. Osaka und Kyōto entwickelten sich zu geschäftigen Handels- und Handwerkszentren, während Edo zum Zentrum für die Versorgung mit Nahrungsmitteln und wichtigen städtischen Verbrauchsgütern wurde.
Die eigentlichen Gewinner des Wirtschaftsaufschwungs waren nicht die Daimyō, sondern ein weit niedrigerer Stand, nämlich die Kaufleute, unter denen es einige wie die Mitsui-Familie zu beträchtlichem Wohlstand brachten. Die Samurai wurden in Reis entlohnt, den sie zur Finanzierung ihres Haushaltes zum Teil verkauften. Auch Fürsten verschuldeten sich bei Kaufleuten. Das Shōgunat ließ diese Schulden allerdings immer wieder annullieren, was wiederum dazu führte, dass diese die Leihzinsen hoch ansetzten.
Viele Bankhäuser entstanden, oft gegründet von Sake-Brauern. Im Handwerk entwickelte sich ein spezialisiertes vorindustrielles Manufakturwesen. Durch diese Entwicklung war es Japan möglich, sich nach der Öffnung schnell zu industrialisieren.

## Geistige Strömungen

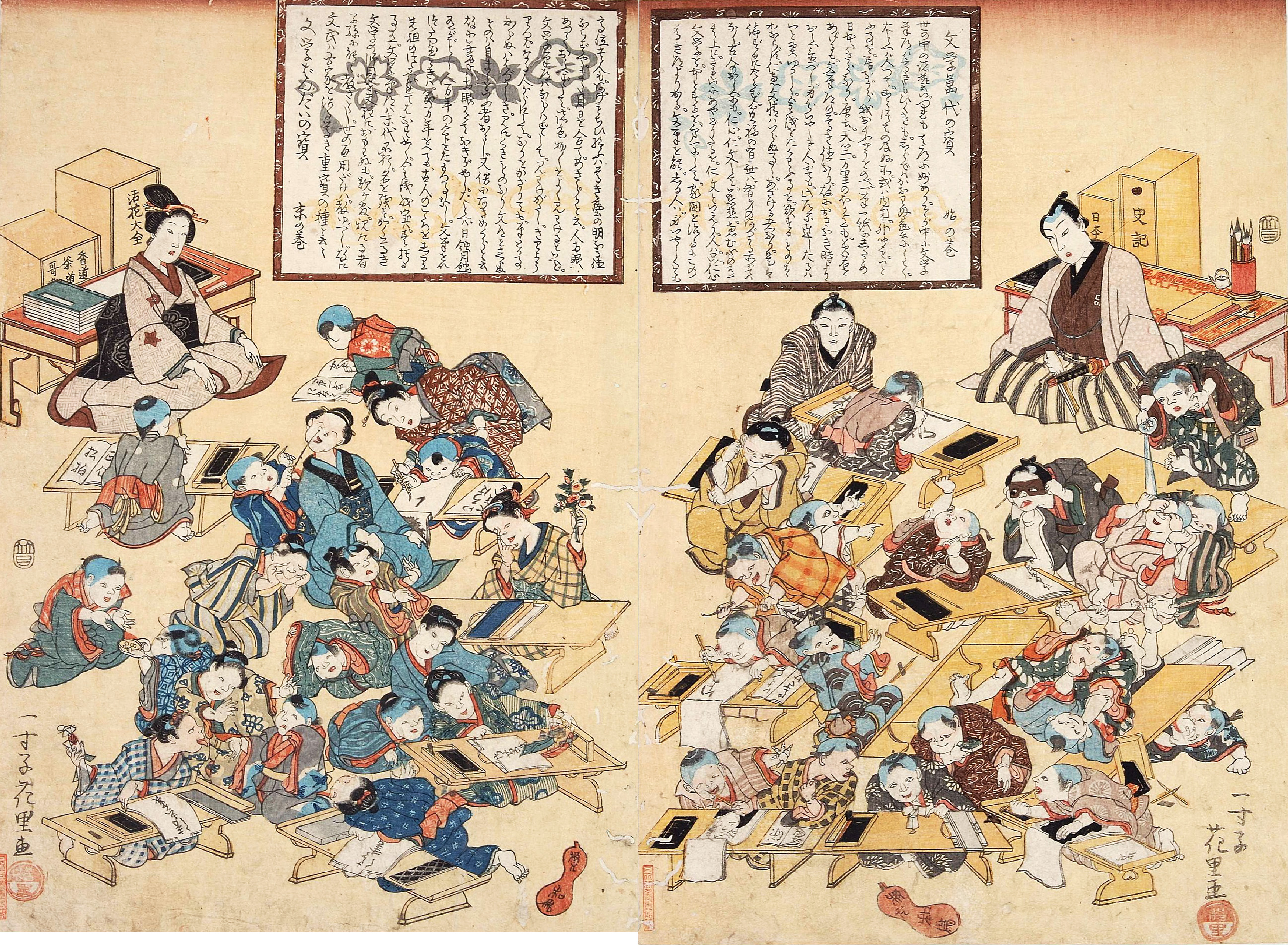
Terakoya, eine Privatschule

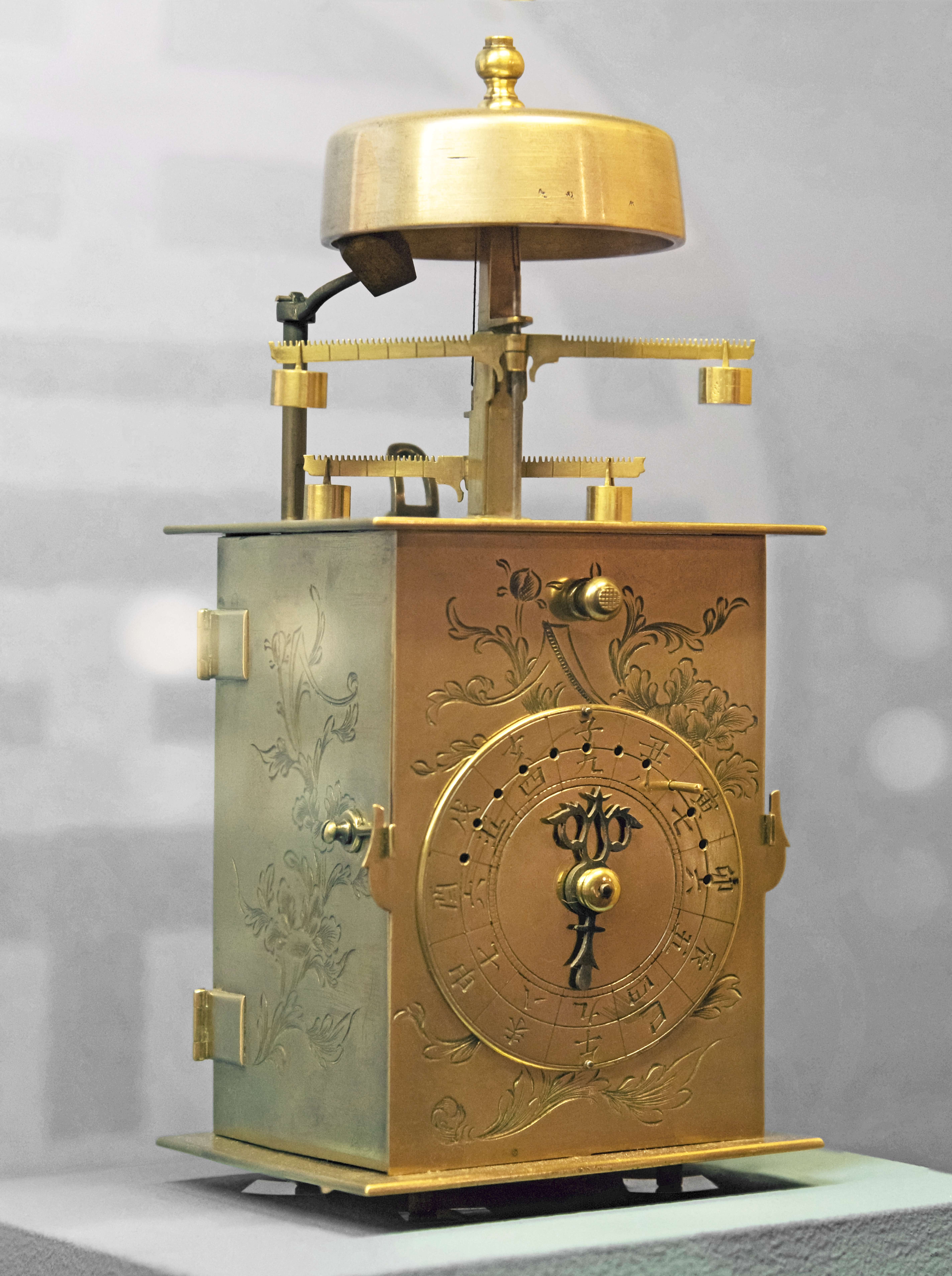
Wadokei, japanische Uhr, 18. Jahrhundert

Das Aufblühen des Neo-Konfuzianismus war die hauptsächliche geistige Entwicklung in der Edo-Zeit. Die Lehren des Konfuzius wurden zwar lange durch buddhistische Geistliche lebendig gehalten, aber während der Edo-Zeit löste sich der Konfuzianismus von der buddhistischen religiösen Kontrolle. Dieses Denksystem legte eine immer weltlichere Sicht auf die Menschen und die Gesellschaft. Die ethische, humanistische, rationale und historische Perspektive der neo-konfuzianistischen Doktrin wurden immer ansprechender für die herrschende Klasse. Mitte des 17. Jahrhunderts war der Neo-Konfuzianismus in Japan die vorherrschend gültige Philosophie und trug direkt zur Entwicklung der Kokugaku-Denkschule bei.
Fortgeschrittene Studien und wachsende Anwendung des Neo-Konfuzianismus trugen zum Übergang der sozialen und politischen Ordnung von feudalen Normen zu Praktiken bei, welche sich an Klassen und größeren Gruppen orientierten. Die Herrschaft des Volks  bzw. der Vertreter des Konfuzianismus wurden allmählich durch Rechtsstaatlichkeit ersetzt. Neue Gesetze wurden entwickelt und neue administrative Instrumente eingesetzt. Eine neue Theorie der Regierung und neue Visionen der Gesellschaft dienten zur Rechtfertigung der steigenden Machtfülle des Bakufu (Militärregierung). Jede Person hatte einen bestimmten Platz in der Gesellschaft und sollte arbeiten, um ihre Mission im Leben zu erfüllen. Das Volk wurde mit Güte von jenen regiert, deren Pflicht es war zu herrschen. Die Regierung war allmächtig, aber verantwortungsbewusst und human. Obwohl das Klassensystem durch den Neo-Konfuzianismus beeinflusst wurde, war es nicht identisch mit ihm. Während Militär und Geistlichkeit im chinesischen Modell ganz unten standen, bildeten einige von ihnen in Japan die herrschende Elite.
Mitglieder der Samurai-Klasse befolgten die Traditionen der Bushi mit einem neuen Interesse an japanischer Geschichte und an der Kultivierung der Wege der konfuzianischen Lehrmeister, so dass das Konzept des Bushidō („Weg der Krieger“) entwickelt wurde. Ein anderer besonderer Lebensweg – der Chōnindō (町人道, dt. „Weg der Bürger“) – entstand ebenfalls. Chōnindō war vornehmlich eine Kultur, die in Städten wie Osaka, Kyōto und Edo entstand. Es ermutigte zum Streben nach den Qualitäten des Bushidō – Fleiß, Ehrlichkeit, Ehre, Loyalität und Genügsamkeit – wobei Überzeugungen des Shintō, Neo-Konfuzianismus und Buddhismus mit einflossen. Studien von Mathematik, Astronomie, Kartografie, Ingenieurwesen und Medizin wurden ebenfalls gefördert. Auch erschienen während der Edo-Zeit zahlreiche Rechenbücher, darunter so einflussreiche wie das Jinkōki des Yoshida Mitsuyoshi. Besonderer Wert wurde auf die Qualität der Arbeitsausführung gelegt, besonders in der Kunst. Zum ersten Mal hatte die Stadtbevölkerung die Mittel und Freizeit, eine neue Massenkultur zu fördern. Ihre Suche nach Vergnügen wurde als Ukiyo (浮世, dt. „fließende Welt“), eine ideale Welt für Mode und volkstümliche Unterhaltung, bekannt. Professionelle weibliche Unterhalter (Geisha), Musik, berühmte Geschichten, Kabuki und Bunraku (Puppentheater), Dichtung und Kunst, zum Beispiel die Holzblockdrucke Ukiyo-e, waren alle Teil dieser aufblühenden Kultur. Die Literatur gedieh ebenfalls, beispielsweise in den Werken des Dramatikers Chikamatsu Monzaemon (1653–1724) oder in den Haiku des Essayisten und Reiseschriftstellers Matsuo Bashō (1644–1694).
Buddhismus und Shintō waren beide immer noch wichtig im Tokugawa-Japan. Sie gaben, kombiniert mit Neo-Konfuzianismus, Standards für das soziale Verhalten vor. Obwohl nicht mehr so mächtig wie in der Vergangenheit, war der Buddhismus mit den oberen Klassen verbunden. Von der Ächtung des Christentums profitierte er 1640, als das Bakufu jeden anwies, sich bei einem Tempel zu registrieren. Die strikte Trennung der Tokugawa-Gesellschaft in Lehnsgüter (Han), Dörfer, Stadtbezirke und Haushalte stärkte die Bindung zum örtlichen Shintō. Der Shintō sorgte für spirituelle Unterstützung der politischen Ordnung und war ein wichtiges Band zwischen dem Individuum und der Gesellschaft. Auch half er, ein Nationalbewusstsein zu erhalten.
Schließlich nahm der Shintō eine geistige Form an, die von neo-konfuzianistischem Rationalismus und Materialismus geprägt wurde. Die Kokugaku-Bewegung entstammt diesen beiden Glaubenssystemen. Kokugaku trug zum kaiserzentrierten Nationalismus des modernen Japan und des Wiederauferstehens des Shintō als Nationalglaubensbekenntnis im 18. und 19. Jahrhundert bei. Die Kojiki, Nihongi und Man'yoshu wurden auf der Suche nach dem japanischen Geist von neuem studiert. Einige Puristen in der Kokugaku-Bewegung kritisierten selbst die konfuzianistischen und buddhistischen Einflüsse wegen ihrer Kontaminierung der antiken japanischen Wege aufgrund ihrer eigentlich ausländischen Herkunft. Japan war das Land der Kami (Götter) und hatte deswegen ein besonderes Schicksal.
Wissen über den Westen war in der frühen Edo-Zeit beschränkt auf eine kleine Denkschule namens Rangaku. Sie war hauptsächlich in Nagasaki ansässig, wo sich der niederländische Außenposten auf der Insel Dejima befand.

## Liste der Shōgune der Edo-Zeit
| Name                   | Lebensdaten | Regierungszeit |
| ---------------------- | ----------- | -------------- |
| 1. Tokugawa Ieyasu     | 1543–1616   | 1603–1605      |
| 2. Tokugawa Hidetada   | 1579–1632   | 1605–1623      |
| 3. Tokugawa Iemitsu    | 1604–1651   | 1623–1651      |
| 4. Tokugawa Ietsuna    | 1641–1680   | 1651–1680      |
| 5. Tokugawa Tsunayoshi | 1646–1709   | 1680–1709      |
| 6. Tokugawa Ienobu     | 1662–1712   | 1709–1712      |
| 7. Tokugawa Ietsugu    | 1709–1716   | 1713–1716      |
| 8. Tokugawa Yoshimune  | 1684–1751   | 1716–1745      |
| 9. Tokugawa Ieshige    | 1712–1761   | 1745–1760      |
| 10. Tokugawa Ieharu    | 1737–1786   | 1760–1786      |
| 11. Tokugawa Ienari    | 1773–1841   | 1787–1837      |
| 12. Tokugawa Ieyoshi   | 1793–1853   | 1837–1853      |
| 13. Tokugawa Iesada    | 1824–1858   | 1853–1858      |
| 14. Tokugawa Iemochi   | 1846–1866   | 1858–1866      |
| 15. Tokugawa Yoshinobu | 1837–1913   | 1866–1867      |

## Besondere Ereignisse in der Edo-Zeit
- Schlacht von Sekigahara (1600)
- Tokugawa Ieyasu wird Shōgun und errichtet das Tokugawa-Shōgunat (1603)
- Winterbelagerung von Osaka (1614)
- Sommerbelagerung von Osaka (1615)
- Ausbruch des Fujisan (1707)
- Wiederherstellung der kaiserlichen Herrschaft (1867)